# Bombardeamento de Pforzheim

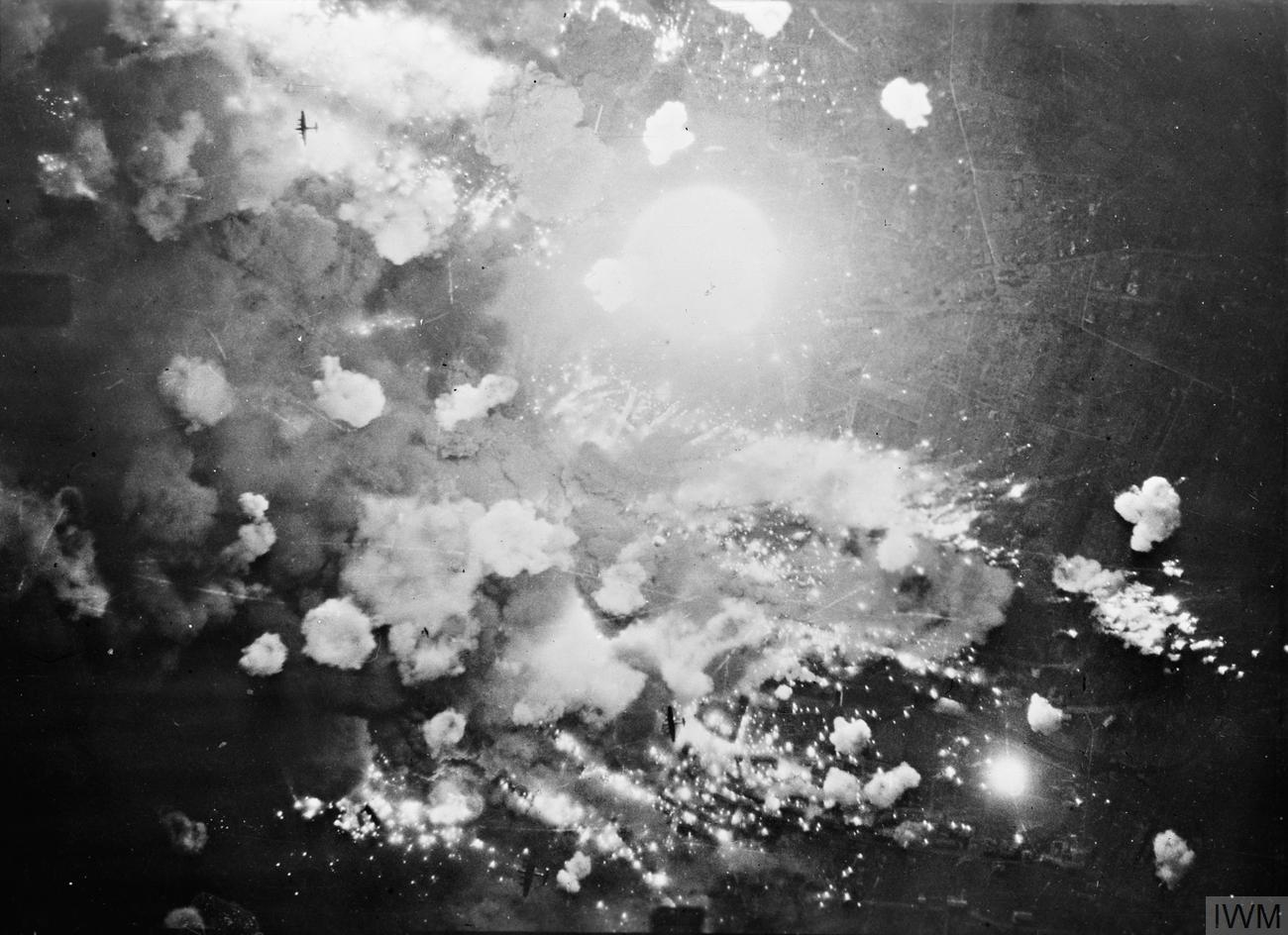
Imagem do bombardeamento vista de um bombardeiro

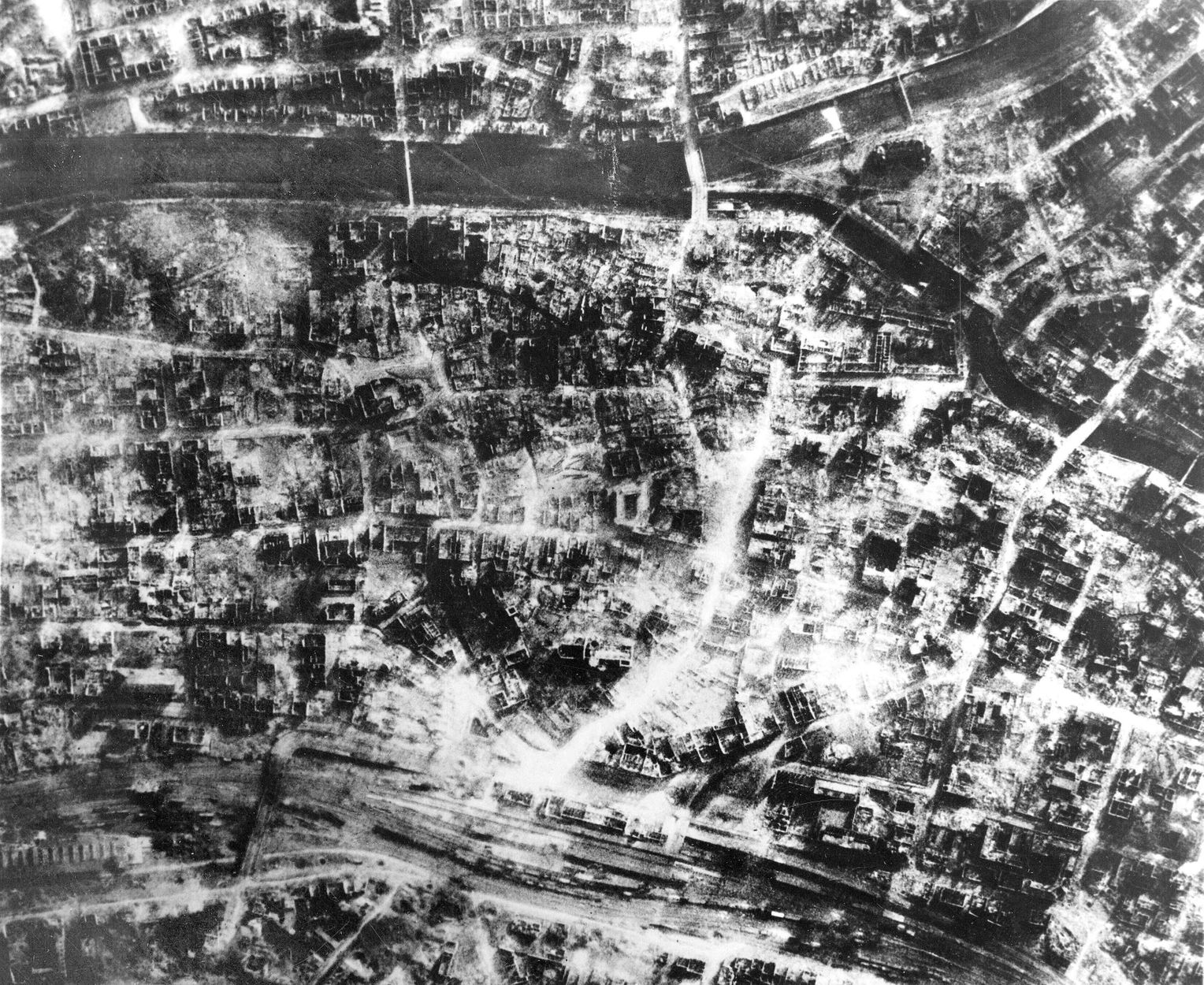
Imagem aérea - Pforzheim após a destruição

O Bombardeamento de Pforzheim em 23 de fevereiro de 1945 causou o maior número de vítimas da guerra aérea aliada contra cidades alemãs na Segunda Guerra Mundial, após os ataques a Hamburgo (1943) e Dresden (1945). No ataque de 22 minutos realizado por 379 bombardeiros da Força Aérea Real, mais de um quinto dos moradores foram mortos - mais do que em qualquer outra cidade da Alemanha Nazista. Dos aproximadamente 80 000 habitantes (censo de 1939), 17 600 morreram. Uma avaliação mais realista do desenvolvimento da população na Segunda Guerra Mundial resulta das Verbrauchergruppenstatistiken, que foram obtidas a partir dos dados das alocações alimentares e publicadas em 1953 pelo Statistisches Bundesamt. De acordo com a Großen Verbrauchergruppenstatistik, a "população civil abastecida" (incluindo estrangeiros) em Pforzheim incluída na "70. Zuteilungsperiode" (11 de dezembro de 1944 a 7 de janeiro de 1945) era de 66.219 pessoas, incluindo 2.940 "Gemeinschaftsverpflegte", que não receberam seus próprios cartões de racionamento. Em relação ao número de habitantes, este ataque ceifou o maior número de vítimas na guerra de bombardeios contra o Reich alemão.